# Terni (stacja kolejowa)
Terni (wł: Stazione di Terni) – stacja kolejowa w Terni, w prowincji Terni, w regionie Umbria, we Włoszech. Obsługuje rocznie około 2,3 mln pasażerów. W pobliżu znajduje się stacja towarowa. Jest zarządzana przez Centostazioni.